# The Hounds of Baskerville
The Hounds of Baskerville é o segundo episódio da segunda temporada da série de drama e crime da BBC Sherlock, que segue as aventuras modernas de Sherlock Holmes, e foi ao ar pela primeira vez pela BBC One em 8 de Janeiro de 2012. Foi escrito pelo co-criador da série Mark Gatiss, que também retrata Mycroft Holmes, o irmão de Sherlock na série, e foi dirigido por Paul McGuigan. O episódio é uma adaptação contemporânea de O Cão dos Baskervilles, um dos trabalhos mais famosos de Sir Arthur Conan Doyle.
No episódio, Holmes (Benedict Cumberbatch) e seu parceiro de resolução de crime John Watson (Martin Freeman) assumiram o caso de Henry Knight (Russell Tovey), que há 20 anos testemunhou o assassinato brutal de seu pai por um "cão gigantesco" em Dartmoor. A investigação leva a dupla a Baskerville, uma base de pesquisa militar. Na conclusão, é revelado que os cães eram imagens induzidas por uma droga de alteração da mente, uma arma química cujo criador foi de fato o verdadeiro assassino do pai de Henry.
Por causa da popularidade do romance, Gatiss sentiu uma maior responsabilidade para incluir elementos familiares da história do que ele fez ao adaptar as histórias menos conhecidas. O script foi destinado a seguir os elementos do gênero de terror e fazer o episódio assustador. Ao contrário de histórias de fantasmas tradicionais, a trama de Gatiss é mais focada em horrores contemporâneos, teorias da conspiração e modificação genética. A filmagem foi realizada ao longo de maio de 2011. A localização do tiroteio ocorreu principalmente através de Gales do Sul, embora as peças foram filmadas em Dartmoor. O cão foi criado usando efeitos visuais.
Após sua transmissão na BBC One, o episódio recebeu números consolidados de 10.266 milhões de espectadores no Reino Unido. Esta classificação, apesar de uma ligeira queda do episódio anterior, ainda representou a segunda maior audiência na televisão britânica na semana em que foi ao ar. A reação da crítica para o episódio foi amplamente positivo, com os comentadores elogiando tanto a modernização e sua fidelidade tonal ao original. Os críticos elogiaram Cumberbatch, Freeman e Tovey, bem como sequência do "palácio da mente" de Sherlock.

## Enredo
Sherlock (Benedict Cumberbatch) e John (Martin Freeman) recebem a visita de Henry Knight (Russell Tovey), que testemunhou a morte do pai por um "cão gigantesco" em Dartmoor há 20 anos. Depois de anos de terapia, Henry visitou o site novamente, só para ver o cão novamente, levando o seu pedido de ajuda. Embora inicialmente desconsiderado, Sherlock é cedo interessado pelo uso de Henry de "cão" em vez de "cachorro". Sherlock e John chegam em Dartmoor para encontrar o cão que é uma lenda local. Eles visitam Baskerville, uma vizinha do Ministério da Defesa base de pesquisa, usando o passe de segurança de Mycroft (Mark Gatiss). Após as credenciais de Mycroft causarem um alerta de segurança, Dr. Bob Frankland (Clive Mantle) atesta a identidade de Sherlock, apesar de saber a verdade. Frankland diz que ele era um amigo do pai de Henry e se preocupa com o bem-estar de Henry.
Henry diz a John e Sherlock sobre as palavras "liberty" e "in" em seus sonhos. Sherlock, John e Henry, em seguida, visitaram a floresta na esperança de encontrar o cão. No caminho, John percebe o que parece ser sinais de código Morse (mas não estavam relacionados). Quando Sherlock e Henry chegaram a floresta, ambos veem o cão. Em uma pousada local, Sherlock é visivelmente abalado e confessa que viu o cão. John tenta acalmá-lo, o que sugere que ele está imaginando coisas. Sherlock reage com raiva, negando que haja algo errado com ele. John tenta entrevistar terapeuta de Henry, Louise Mortimer (Sasha Behar). No entanto, eles são interrompidos por Frankland, que sopra sua capa. Enquanto isso, Henry alucina que o cão está te perseguindo em sua casa.
Na manhã seguinte Sherlock percebe "Hounds" (cão) pode ser uma sigla, em vez de uma palavra. Os dois foram falar com o DI Lestrade (Rupert Graves) que foi enviado por Mycroft para manter um olho sobre Sherlock. Eles interrogaram os gerentes cerca de uma ordem passada para a carne que John viu, o que lhe pareceu estranho para um restaurante vegetariano. Os proprietários mantinham um cão na charneca para impulsionar o comércio turístico, mas assegurar aos investigadores que tinham de colocá-lo para baixo. Esta explicação satisfaz Lestrade mas não Sherlock, que insiste que o cão que viu foi monstruoso. Chamando Mycroft, Sherlock ganha acesso a Baskerville novamente. Pesquisando os níveis mais baixos dos laboratórios de genética, John se encontra preso e, em seguida, ouve um rosnar que ele assume é o cão. Travando-se em uma gaiola vazia, ele chama Sherlock, que o resgata. Sherlock deduz uma arma química projetado provocar alucinações violentos era responsável. Retirando-se para o seu "palácio da mente", uma técnica de memória, Sherlock percebe "liberty" e "in" significa Liberty, Indiana. Depois de visualizar arquivos confidenciais, ele vê que o "cão" era um segredo CIA que visa a criação de uma arma química alucinatória antipessoal, mas o projeto foi abandonado vários anos antes. Sherlock percebe Frankland, que participou no projeto, continuou a projetar em segredo.
Depois que John recebe um telefonema de Mortimer que Henry fugiu com uma arma, John, Sherlock e Lestrade correram para a floresta para encontrar Henry prestes a cometer suicídio. Sherlock explica que o cão era uma alucinação; seu pai foi realmente morto por Frankland, que usava uma máscara de gás e uma camisola escrita "H.O.U.N.D. Liberty, In"; e diz que uma criança não poderia lidar com isso, então sua mente o enganou. Toda vez que Henry voltou, Frankland envenenou-o com o alucinógeno; o agente químico é o nevoeiro que encontramos na floresta, desencadeada por blocos de pressão na área. Como Henry se acalma, tudo o que vêem cão dos gerentes; Lestrade atira-lo. Sherlock encontra e pega Frankland no local. Henry percebe que Frankland assassinou o pai de Henry, porquê ele o encontrou testando a droga. Frankland foge para o de base de campo minado e explode. Como Sherlock e John se preparam para sair na manhã seguinte, John pergunta por que ele viu o cão no laboratório apesar de não ter inalado o gás da floresta. Ele percebe que ele foi envenenado por vazamento de tubulações em laboratório antes. Mais tarde, ele percebe Sherlock trancou-o nos laboratórios, a fim de testar sua teoria. Ele também aponta Sherlock estava errado por uma vez; ele acreditava que a droga estava no açúcar de Henry e colocou no café de John.
Nas cenas finais, Mycroft supervisiona Jim Moriarty (Andrew Scott) a partir de uma cela em que ele tem escrito o nome de Sherlock todas as paredes.

### Fundição

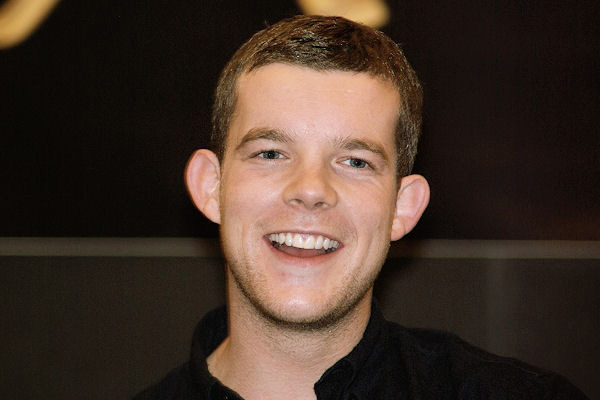
Russell Tovey apareceu no episódio como Henry Knight.

### Recepção crítica

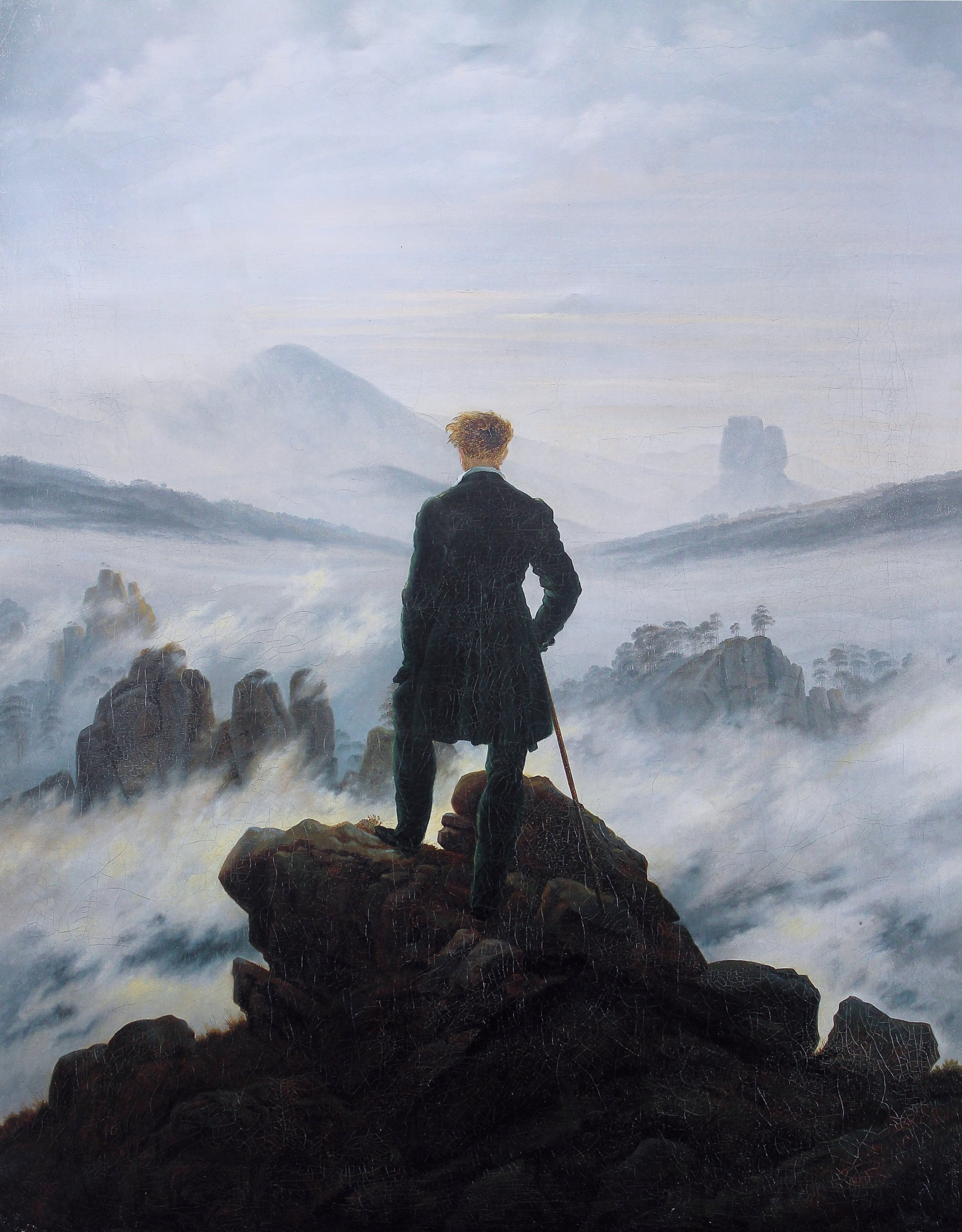
A cena em que Sherlock subiu ao topo de uma tor em Dartmoor lembrou um crítico de Caspar David Friedrich na pintura Caminhante Sobre o Mar de Névoa.